# Sent Gossaud
Sent Gossaud (en francès Saint-Goussaud) és un municipi francès situat al departament de la Cruesa i a la regió de la Nova Aquitània. Està situat a la Via Lemovicensis de pelegrinatge a Sant Jaume de Galícia.

## Demografia
| 1962                                       | 1968 | 1975 | 1982 | 1990 | 1999 | 2007 |
| ------------------------------------------ | ---- | ---- | ---- | ---- | ---- | ---- |
| 299                                        | 353  | 285  | 271  | 238  | 213  | 209  |
| Des de 1962: població sense dobles comptes |      |      |      |      |      |      |

## Administració
| Període   | Identitat          | Partit |
| --------- | ------------------ | ------ |
| 2001-2008 | Jean-Marie Richard |        |
| 2001-     | Patrick Dourdy     |        |